# Neolana
Neolana é um género de aranhas araneomorfas pertencentes à família Amphinectidae com distribuição natural restrita à Nova Zelândia.

## Espécies
Segundo The World Spider Catalog 12.0 o género Neolana inclui as seguintes espécies:
- Neolana dalmasi (Marples, 1959)
- Neolana pallida Forster & Wilton, 1973
- Neolana septentrionalis Forster & Wilton, 1973